# 105-я истребительная авиационная дивизия ПВО
105-я истреби́тельная авиацио́нная диви́зия ПВО (105-я иад ПВО) — авиационное соединение ПВО Вооружённых Сил РККА, принимавшее участие в боевых действиях Великой Отечественной войны.

## История наименований
- 105-я истребительная авиационная дивизия ПВО
- 105-я истребительная авиационная дивизия

## История и боевой путь дивизии
105-я истребительная авиационная дивизия ПВО сформирована 10 декабря 1941 года Приказом НКО СССР.
С мая 1942 года дивизия обороняла от воздушного противника города Ростов-на-Дону, Батайск, Купянск, железнодорожные узлы и коммуникации. В июле 1942 года дивизия, базируясь в непосредственной близости от фронта, вела непрерывные воздушные бои, отражала массированные налёты авиации противника на обороняемые пункты, прикрывала переправы через реку Дон и отходящие войска. Только в июле части дивизии уничтожили 60 вражеских самолётов (свои потери составили 36 самолётов и 15 лётчиков). После оставления нашими войсками Ростова-на-Дону 105-я истребительная авиационная дивизия ПВО выполняла задачу противовоздушной обороны городов Грозный, Орджоникидзе, Махачкала, железнодорожных узлов, мостов, перегонов в границах Грозненского дивизионного района ПВО.
С февраля 1943 года после освобождения Ростова-на-Дону части дивизии вновь выполняли задачи по прикрытию этого города, железнодорожных узлов Ростов-на-Дону и Батайск, Армавир, Кропоткин, Краснодар, Лихая и Каменская, переправ через Дон и Северский Донец, железнодорожные перегоны на радиус действия истребителей.
Дивизия участвовала в битве в небе Кубани. В это время войска Северо—Кавказского фронта проводили наступательные операции по освобождению Таманского полуострова. 25 марта, отражая налёт 150 вражеских самолётов на Батайск, лётчики 234-го полка капитаны Я. И. Верников и Н. К. Дураков смело вступили в бой с 5 истребителями противника и сбили 4 из них. 27 марта 5 истребителей И-16 из 266-го иап ПВО ведомые майором А. А. Гончаренко, встретили на подступах к Батайску 9 бомбардировщиков и вступили с ними в бой. Первую атаку они произвели на встречных курсах. Все истребители по команде ведущего выпустили реактивные снаряды, которые разорвались перед боевым порядком бомбардировщиков. Бомбардировщики, не дойдя до цели, беспорядочно сбросили бомбы и стали уходить обратно. Наши лётчики, преследуя их, произвели несколько атак и сбили 3 самолёта. В бою отличился старший лейтенант М. Д. Быков, сбивший 2 самолёта.
Отражая налёт 9 мая, лётчики дивизии произвели 93 самолёто-вылет и сбили 40 самолётов (35 бомбардировщиков и 5 истребителей). При этом отличился майор А. А. Гончаренко, сделавший за день 3 боевых вылета и сбивший 3 самолёта. Лейтенант А. Е. Санников, капитан Г. И. Садовкин, старший лейтенант Ф. И. Перепелица уничтожили в этот день по 2 самолёта противника. Зенитная артиллерия в этом бою сбила только 3 самолёта. Именно в этот день, 9 мая 1943 года, одержаны первые известные воздушные победы 961-го истребительного авиационного полка ПВО в Отечественной войне: в интенсивных воздушных боях в районах Батайск, Усть-Койсуг и Нижне-Гниловская летчики полка сбили 15 немецких бомбардировщиков: 11 Ju-87, 3 He-111 и 1 Ju-88
24 мая 1943 года противник произвёл последний массированный налёт на Батайск, в котором участвовало до 70 бомбардировщиков и 20 истребителей. На этот раз бомбардировщики шли двумя эшелонами с северо-западного и юго-западного направлений. Разрыв по времени между эшелонами составлял 15-20 минут. Первый эшелон противника был обнаружен в 7 часов 39 минут. Командир 105-й истребительной авиационной дивизии ПВО полковник Л. Г. Рыбкин имел в своём распоряжении 44 истребителя. Он решил нанести удар всеми силами сначала по первому эшелону, а затем по второму. В ударную группу он выделил 33 истребителя, в прикрывающую — 7 истребителей и в группу поддержки — 4 истребителя. В результате боя 24 мая наши истребители сбили 11 и подбили 13 самолётов. В последующие месяцы немецкая авиация большой активности в границах Ростовского района ПВО не проявляла.
За время своего существования лётчиками дивизии было произведено 9345 самолёто-вылетов, сбито в воздушных боях 248 и уничтожено на аэродромах 16 самолётов противника, при нанесении штурмовых ударов уничтожено 7 танков, 8 бронемашин, 28 автомашин, много другой техники и живой силы врага.
105-я истребительная авиационная дивизия ПВО 9 июля 1943 года на основании Приказа НКО № 0091 от 5 июня 1943 года преобразована в 10-й истребительный авиационный корпус ПВО.
В составе действующей армии дивизия находилась с 10 декабря 1941 года по 9 июля 1943 года.

## Командиры дивизии
| Звание                | Имя                       | Период                  | Примечание |
| --------------------- | ------------------------- | ----------------------- | ---------- |
| Генерал-майор авиации | Король Степан Георгиевич  | 10.12.1941 — 10.05.1942 |            |
| Полковник             | Рыбкин Леонид Григорьевич | 11.05.1942 — 05.07.1943 |            |

## В составе объединений
| Дата          | Фронт (округ)                   | Район (армия ПВО, корпус ПВО)       | Примечание |
| ------------- | ------------------------------- | ----------------------------------- | ---------- |
| 10.12.1941 г. | Южный фронт                     | Ростовский дивизионный район ПВО    |            |
| 01.02.1942 г. | Сталинградский военный округ    | Ростовский дивизионный район ПВО    |            |
| 01.03.1942 г. | Южный фронт                     | Ростовский дивизионный район ПВО    |            |
| 01.07.1942 г. | Северо-Кавказский фронт         | Ростовский дивизионный район ПВО    |            |
| 01.08.1942 г. | Северо-Кавказский военный округ | Ростовский дивизионный район ПВО    |            |
| 01.09.1942 г. | Закавказский фронт              | Грозненский дивизионный район ПВО   |            |
| 01.03.1943 г. | Северо-Кавказский фронт         | Краснодарский дивизионный район ПВО |            |
| 01.04.1943 г. | Южный фронт                     | Ростовский дивизионный район ПВО    |            |
| 08.06.1943 г. | Западный фронт ПВО              | Ростовский корпусной район ПВО      |            |

## Части и отдельные подразделения дивизии
За весь период своего существования боевой состав дивизии претерпевал изменения, в различное время в её состав входили полки:
| Период                  | Наименование                              | Примечание                     |
| ----------------------- | ----------------------------------------- | ------------------------------ |
| 10.12.1941 — 10.07.1943 | 182-й истребительный авиационный полк ПВО | Включён в состав 10-го иак ПВО |
| 15.04.1942 — 10.07.1943 | 234-й истребительный авиационный полк ПВО | Включён в состав 10-го иак ПВО |
| 07.01.1943 — 10.07.1943 | 266-й истребительный авиационный полк ПВО | Включён в состав 10-го иак ПВО |
| 01.02.1942 — 23.07.1942 | 572-й истребительный авиационный полк ПВО | передан в состав 102-й иад ПВО |
| 01.07.1943 — 10.07.1943 | 628-й истребительный авиационный полк ПВО | Включён в состав 10-го иак ПВО |
| 01.01.1942 — 15.02.1942 | 630-й истребительный авиационный полк ПВО | передан в состав 106-й иад ПВО |
| 01.08.1942 — 10.07.1943 | 738-й истребительный авиационный полк ПВО | Включён в состав 10-го иак ПВО |
| 02.08.1942 — 22.02.1943 | 822-й истребительный авиационный полк ПВО | передан в состав 126-й иад ПВО |
| 01.07.1943 — 10.07.1943 | 833-й истребительный авиационный полк ПВО | Включён в состав 10-го иак ПВО |
| 01.03.1943 — 10.07.1943 | 961-й истребительный авиационный полк ПВО | Включён в состав 10-го иак ПВО |

## Участие в операциях и битвах
- ПВО Южного фронта
- ПВО Сталинградского военного округа
- ПВО Северо-Кавказского фронта
- ПВО Северо-Кавказского военного округа
- ПВО Закавказского фронта
- Воздушные сражения на Кубани

## Герои Советского Союза
- Агеев Пётр Григорьевич, старший лейтенант, командир звена 182-го истребительного авиационного полка 105-й истребительной авиационной дивизии ПВО Ростовского дивизионного района ПВО 14 февраля 1943 года удостоен звания Герой Советского Союза. Золотая Звезда № 809.
- Коблов Сергей Константинович, старший лейтенант, командир звена 182-го истребительного авиационного полка 105-й истребительной авиационной дивизии ПВО Ростовского дивизионного района ПВО 14 февраля 1943 года удостоен звания Герой Советского Союза. Золотая Звезда № 701.
- Усков Василий Михайлович, капитан, командир эскадрильи 234-го истребительного авиационного полка 105-й истребительной авиационной дивизии ПВО Ростовского дивизионного района ПВО 14 февраля 1943 года удостоен звания Герой Советского Союза. Золотая Звезда № 811.

## Итого боевой деятельности
| Выполнено боевых вылетов | Сбито самолётов противника в воздушных боях | Уничтожено самолётов противника на аэродромах | Уничтожено танков | Уничтожено бронемашин | Уничтожено автомашин |
| ------------------------ | ------------------------------------------- | --------------------------------------------- | ----------------- | --------------------- | -------------------- |
| 9345                     | 248                                         | 16                                            | 7                 | 8                     | 28                   |